# Lola T370
Der Lola T370 ist ein Formel-1-Rennwagen, den der britische Hersteller Lola Cars für das von Graham Hill geführte Team Embassy Hill konstruierte und baute. Embassy Hill brachte den T370 bei allen Weltmeisterschaftsläufen der Saison 1974 und bei den ersten Rennen der Saison 1975 an den Start. Der Wagen erzielte 1974 einen Weltmeisterschaftspunkt.

## Entstehungsgeschichte
Der britische Rennfahrer Graham Hill, der 1962 mit BRM und 1968 mit Lotus Formel-1-Weltmeister geworden war, gründete 1973 mit finanzieller Unterstützung des Zigarettenkonzerns Imperial Tobacco einen eigenen Rennstall, der unter Bezugnahme auf eine verbreitete Zigarettenmarke des Geldgebers als Embassy Racing oder Embassy Hill firmierte. Hill ging damit den gleichen Weg wie John Surtees, der drei Jahre zuvor die Surtees Racing Organisation gegründet hatte. In seiner Debütsaison ging Embassy Hill als Kundenteam an den Start und setzte einen von Shadow konstruierten DN1 (Chassisnummer DN1/3A) ein. 1973 war die erste Formel-1-Saison, in der Hill keinen Weltmeisterschaftspunkt einfuhr; sein bestes Ergebnis war der 9. Platz in Belgien. Graham Hill war mit dem vibrationsanfälligen DN1 und der fehlenden Unterstützung durch Shadow Racing Cars unzufrieden. Eine zweite Saison als Shadow-Kunde kam für ihn deshalb nicht in Betracht. Er beauftragte stattdessen den Rennwagenhersteller Lola Cars in Huntingdon mit der Konstruktion eines eigenen Formel-1-Autos. Lola hatte 1967 und 1968 Rennwagen für Honda gebaut, die einzelne Erfolge erzielten, hatte im Übrigen aber keine Erfahrung in der Formel 1. 
Der Wagen wurde Ende 1972 fertiggestellt und erhielt die Bezeichnung Lola T370. Er war eine einfache Konstruktion, die nur begrenzt konkurrenzfähig war. 
Mit dem Ziel, die Leistungsfähigkeit des Autos zu steigern, verhandelte Hill im Laufe des Jahres 1974 mit Alfa Romeo über die Lieferung von Zwölfzylindermotoren. Das Team erhielt eine Motorenattrappe und begann, das T370-Chassis für die Aufnahme des größeren Alfa-Motors umzubauen. Am Ende erzielten Hill und Alfa Romeo allerdings keine Einigung; das Team ging auch in der Saison 1975 mit Cosworth-Motoren an den Start.
Embassy Hill meldete den T370 auch für die ersten Rennen der Saison 1975. Danach erschien ein Nachfolgemodell, das Lola konstruiert hatte und bei seinem Debüt in Südafrika als Lola T371 gemeldet wurde. Ab dem vierten Saisonrennen ging der Lola T371 regelmäßig unter der Bezeichnung Hill GH1 an den Start.

## Konstruktion

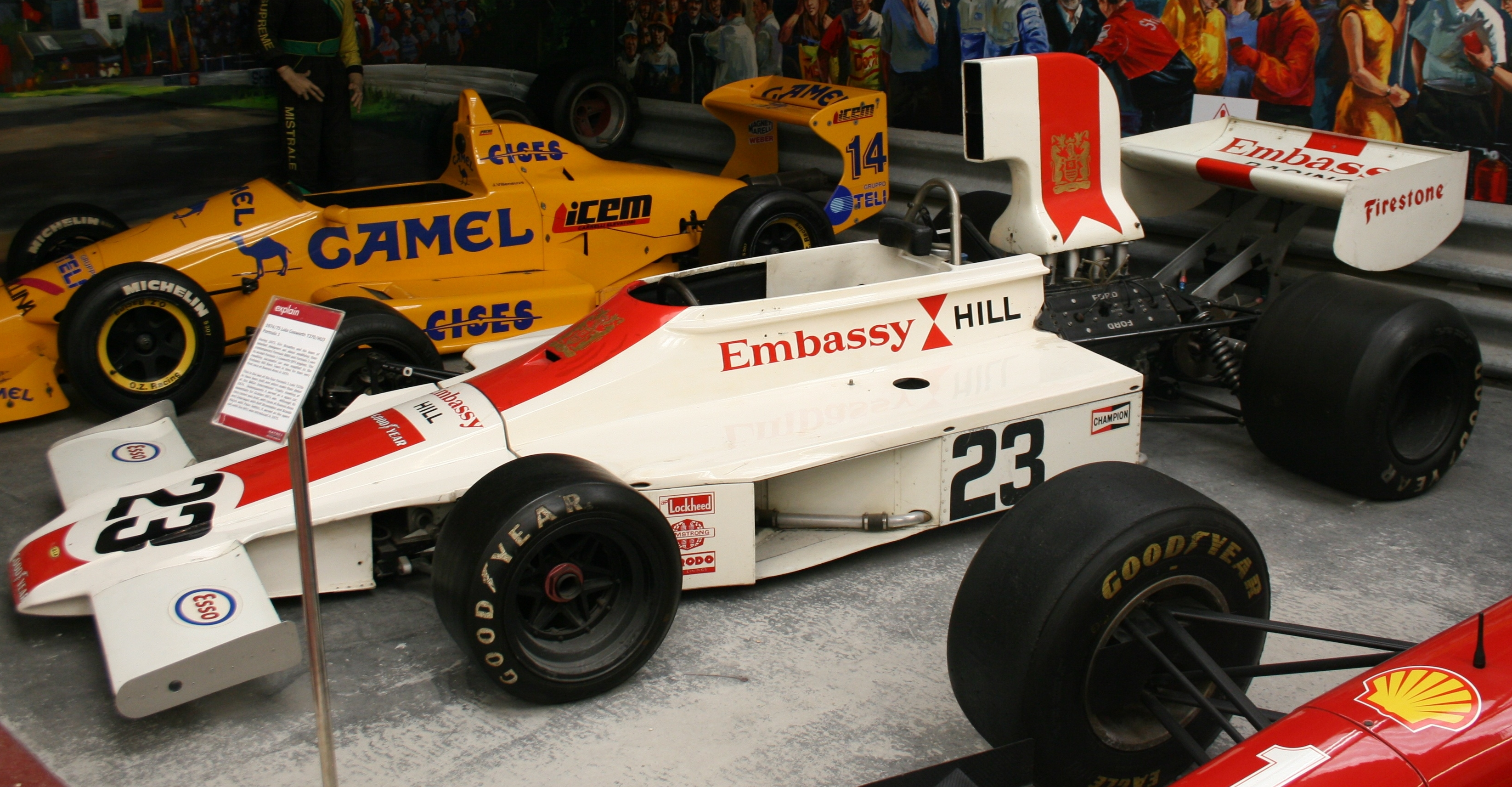
Lola T370 (Chassis HU3)

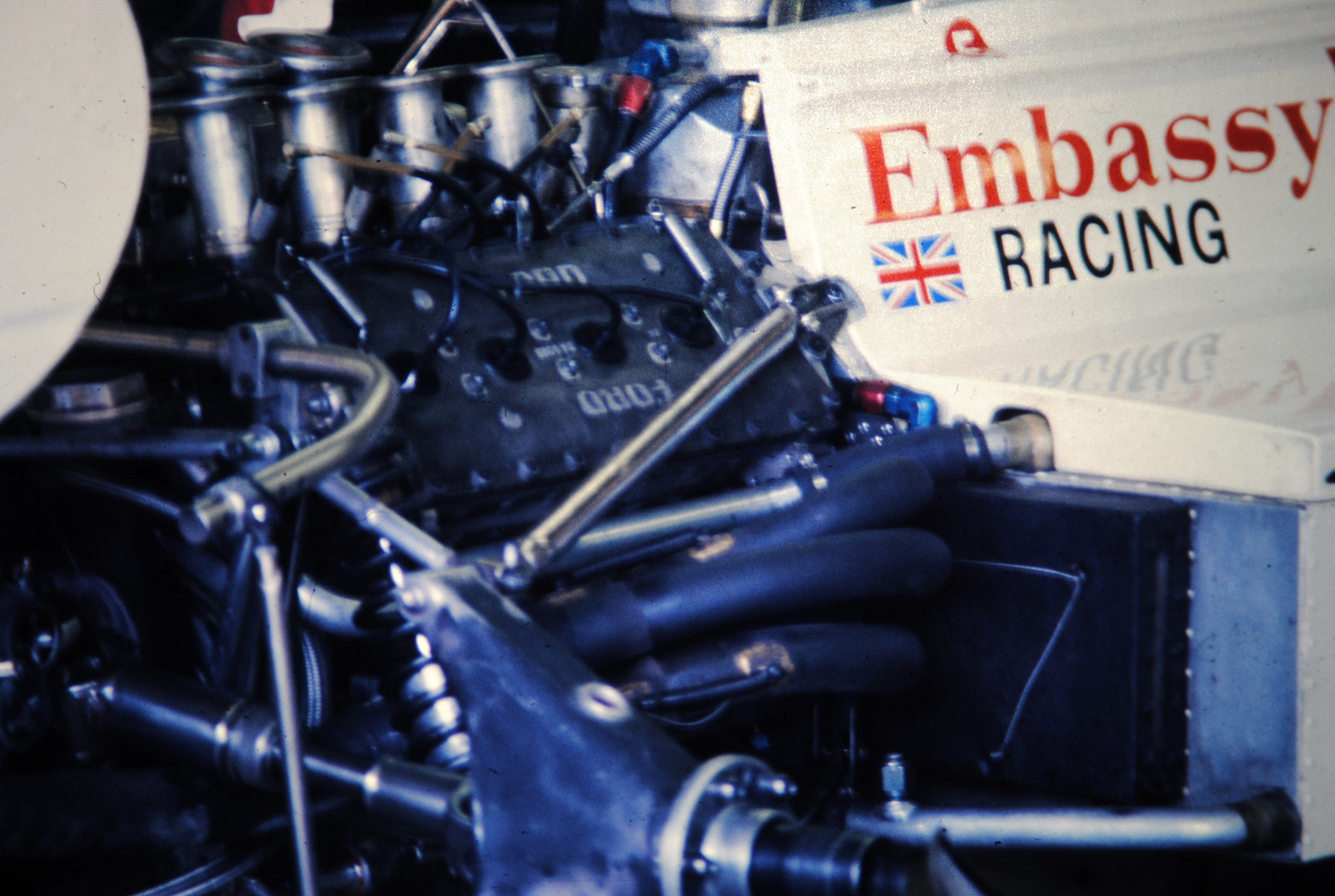
Cosworth DFV in einem Lola T370

Konstrukteur des Lola T370 waren Andy Smallman und Eric Broadley.
Der Lola T370 ist ein „sehr konventioneller“ „britischer Baukastenwagen“ ohne ungewöhnliche Lösungen. Er war konzeptionell eng mit dem Lola T330 von 1972 verwandt, mit dem Lola in den frühen 1970er-Jahren mehrere Formel-5000-Meisterschaften „dominierte“.
Der T370 hat ein offenes Monocoque aus Aluminiumblechen; der Motor hat eine tragende Funktion. Die Karosserie galt als durchschnittlich. Die Cockpiteinfassung ist im Vergleich zu einigen anderen Autos des gleichen Jahrgangs sehr hoch; die Fahrzeugnase läuft keilförmig nach vorn zu. Auffällig war die sehr hohe Lufthutze, deren Flanken als Werbeflächen zu nutzen waren.
Die Aufhängung ist konventionell: Der Lola T370 hat außenliegende Schraubenfedern und doppelte Dreiecksquerlenker vorn. Hinten sind parallele untere Querlenker, ein einfacher oberer Lenker und doppelte Zugstreben eingebaut. Zusammen mit dem Tyrrell 007 hat der Lola den längsten Radstand aller Formel-1-Autos der Saison 1974.
Den Antrieb übernahm ein 3,0 Liter großer Achtzylinder-Saugmotor von Cosworth (Typ DFV). Die Kühler sind an den Wagenflanken unmittelbar hinter den Vorderrädern angeordnet. Als Kraftübertragung wurde ein handgeschaltetes Fünfganggetriebe von Hewland eingebaut (Typ FG400), das auch nahezu alle anderen Teams verwendeten.
Der T370 war „erheblich übergewichtig“. Sein Trockengewicht wurde mit 592 kg angegeben. Damit waren er und der Surtees TS16 die schwersten Rennwagen des Jahres 1974. Das hohe Gewicht war einer der wesentlichen Mängel des T370.

## Lackierung und Sponsoren
Der Lola T370 war 1974 und 1975 weiß lackiert. Mittig über die Fahrzeugnase und auf der Lufthutze verlief jeweils ein roter Streifen. Als Hauptsponsor und Namensgeber des Teams warb die Zigarettenmarke Embassy auf dem Auto. Weitere Sponsoren waren der Reifenlieferant Firestone und der Treibstoffausrüster Shell (1974) bzw. Esso (1975).

## Produktion
Lola baute drei Chassis vom Typ T370, die als HU1, HU2 und HU3 bezeichnet wurden. 
In der Saison 1974 kamen nahezu ausschließlich die Chassis HU1 und HU2 zum Einsatz. Das Chassis HU3 wurde zwar bereits im Frühjahr 1974 aufgebaut, ging in diesem Jahr aber nur beim Großen Preis von Großbritannien im Rennen an den Start; bei den übrigen Veranstaltungen war es das Ersatzauto und wurde lediglich vereinzelt im Training gefahren. Das Chassis HU2 wurde beim Training zum Großen Preis von Südafrika 1975 bei einem Unfall Graham Hills zerstört und danach nicht wieder aufgebaut.
Die Chassis HU1 und HU3 verblieben bis in die 1980er-Jahre bei der Familie Hill und wurden danach an Sammler verkauft.

## Renneinsätze

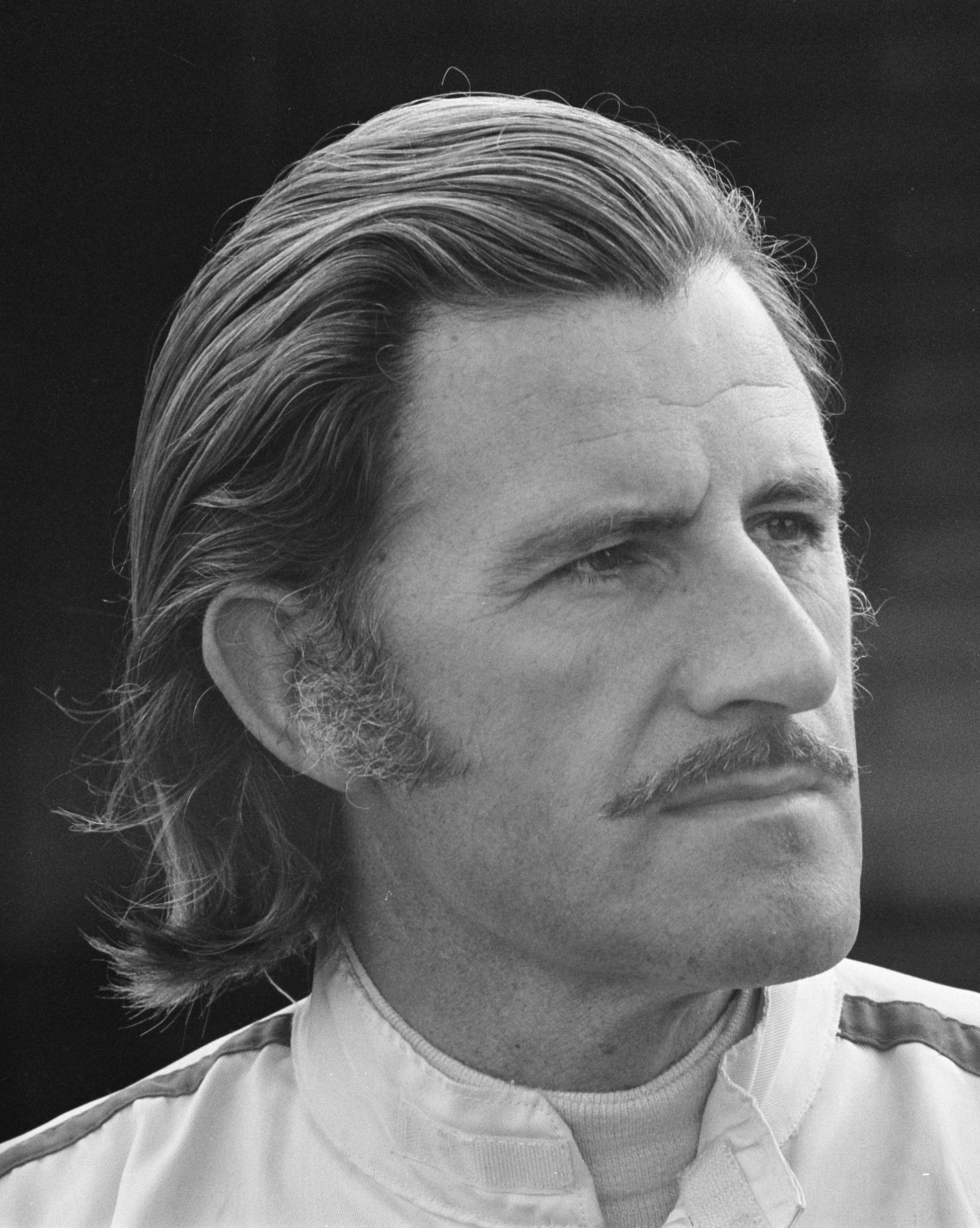
Teamchef und Fahrer: Graham Hill

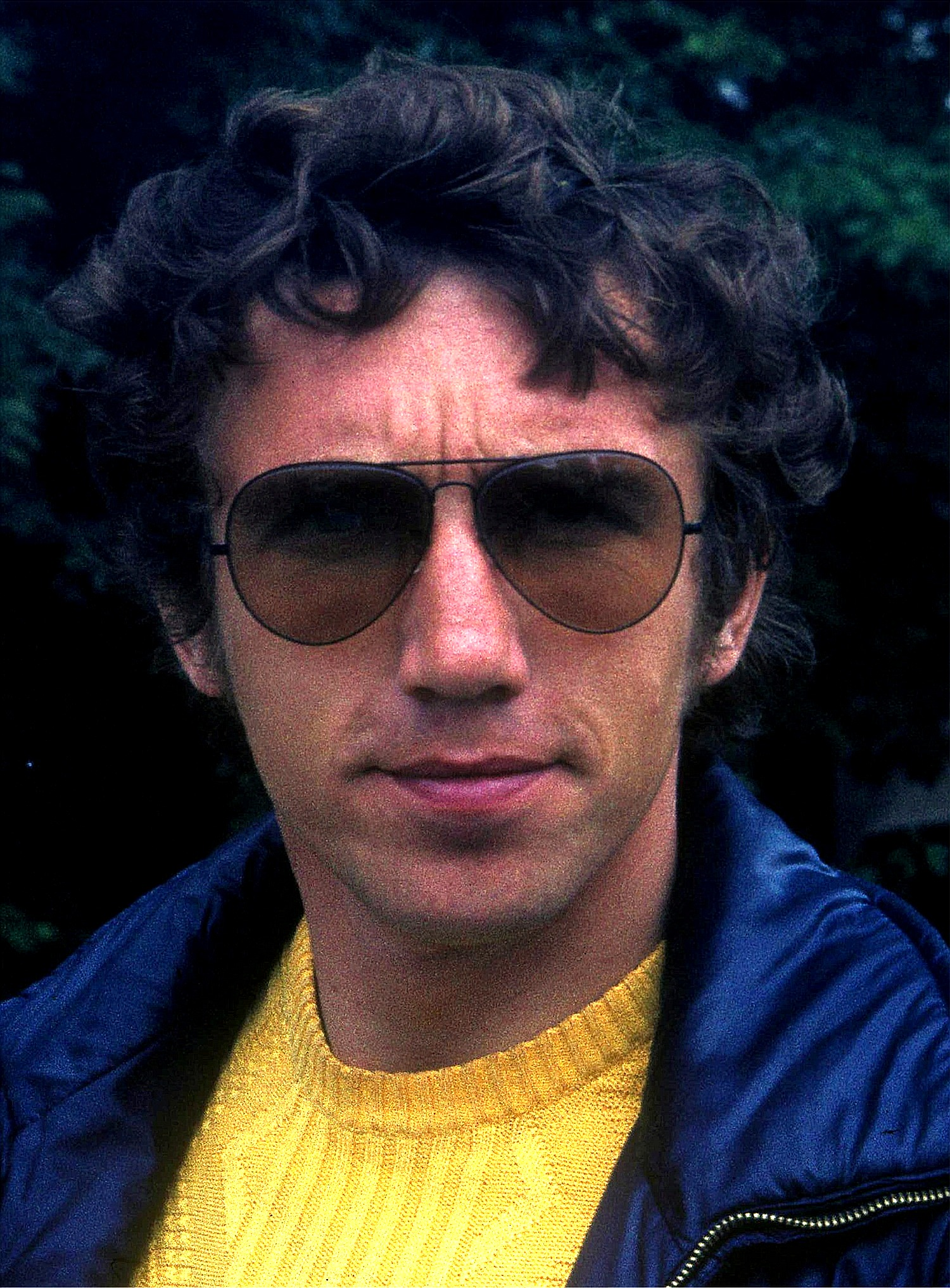
Rolf Stommelen

### 1974
In der Saison 1974 brachte Embassy Hill anders als im Vorjahr regelmäßig zwei Autos an den Start. Ein Auto wurde bei allen 15 Weltmeisterschaftsläufen von Graham Hill gefahren; für das zweite Auto engagierte das Team den Formel-1-Debütanten Guy Edwards, der eng mit Lola verbunden war und dessen Einsatz voll von Embassy finanziert wurde.
Graham Hill qualifizierte sich für jeden Weltmeisterschaftslauf. Bei den meisten Rennen waren seine Qualifikationszeiten besser als die von Edwards, lediglich in Belgien, in den Niederlanden und in Frankreich ging Edwards vor seinem Teamchef ins Rennen. Nachdem Hill in den ersten Rennen der Saison nur Zieleinläufe im Mittelfeld erreicht hatte, kam es im Laufe des Frühjahrs zu besseren Ergebnissen. In Monaco, einer von ihm sehr geschätzten Rennstrecke, kam Hill als Siebter ins Ziel, und beim folgenden Lauf in Schweden fuhr Hill mit dem sechsten Platz den ersten Weltmeisterschaftspunkt mit seinem Team ein, der allerdings Lola als Konstrukteur des Wagens zugeschrieben wurde. Edwards verpasste in Spanien die Qualifikation und kam bei den übrigen Rennen jeweils außerhalb der Punkteränge ins Ziel. 
Danach kam es zu einem Leistungseinbruch. Edwards hatte sich vor dem Großen Preis von Großbritannien bei einem Unfall in einem Formel-5000-Rennen das Handgelenk gebrochen. Ungeachtet dessen nahm er in Brands Hatch am freien Training teil, erreichte aber keine konkurrenzfähigen Zeiten: Seine schnellste Runde lag fast 16 Sekunden über der späteren Pole-Zeit und 13 Sekunden über der Zeit, die für eine Qualifikation notwendig gewesen wäre. Hill ersetzte ihn daher noch vor dem Abschlusstraining durch Peter Gethin, der sich, ohne Erfahrungen mit dem Auto zu haben, für den 21. Startplatz qualifizierte und damit vor Hill ins Rennen ging. Im Rennen gab Gethin als Folge von Handlingproblemen bereits in der ersten Runde auf. Zum anschließenden Rennen in Deutschland kehrte Edwards zurück, war aber nach wie vor stark beeinträchtigt. Auf dem Nürburgring verfehlte er die Qualifikation. Für die verbleibenden vier Rennen der Saison vergab Hill das zweite Auto daraufhin an Rolf Stommelen.
In der zweiten Saisonhälfte erreichte Graham Hill nur noch Startpositionen im letzten Drittel des Feldes. Stommelen startete bei allen vier Rennen, die er in diesem Jahr für Hill fuhr, vor dem Teamchef.

### 1975
In der Saison 1975 führte das Team die Fahrerpaarung aus Graham Hill und Rolf Stommelen zunächst fort. Zu den ersten beiden Rennen meldete Embassy Hill für beide Fahrer erneut den Lola T370, der in der Winterpause nicht verändert worden war. Sowohl in Argentinien als auch in Brasilien reichten die Qualifikationszeiten beider Fahrer nur für Positionen im letzten Viertel des Startfeldes. Hill und Stommelen kamen hier jeweils außerhalb der Punkteränge ins Ziel.
Zum Großen Preis von Südafrika war das erste Exemplar des neuen Autos einsatzbereit. Der Wagen, der hier noch als Lola T371 gemeldet wurde, ging an Stommelen, während Graham Hill noch einmal den alten T370 fuhr. Stommelen erreichte im Qualifying mit dem neuen Auto den 14. Startplatz, während Hill im alten Lola mit fünf Sekunden Rückstand die Qualifikation verpasste. Beim folgenden Weltmeisterschaftslauf hatten beide Fahrer des Embassy-Hill-Teams den neuen Wagen zur Verfügung, der nun Hill GH1 genannt wurde.

## Ergebnisse
| Fahrer               | Nr.                  | 1   | 2   | 3   | 4   | 5  | 6 | 7 | 8   | 9  | 10  | 11  | 12  | 13  | 14 | 15 | Punkte | Rang |
| -------------------- | -------------------- | --- | --- | --- | --- | -- | - | - | --- | -- | --- | --- | --- | --- | -- | -- | ------ | ---- |
| Formel-1-Saison 1974 | Formel-1-Saison 1974 |     |     |     |     |    |   |   |     |    |     |     |     |     |    |    | 1      | 12.  |
| G. Hill              | 26                   | DNF | 11  | 12  | DNF | 8  | 7 | 6 | DNF | 13 | 13  | 9   | 12  | 8   | 14 | 8  | 1      | 12.  |
| G. Edwards           | 27                   | 11  | DNF |     | DNQ | 12 | 8 | 7 | DNF | 15 | DNS | DNQ |     |     |    |    | 1      | 12.  |
| P. Gethin            | 27                   |     |     |     |     |    |   |   |     |    | DNF |     |     |     |    |    | 1      | 12.  |
| R. Stommelen         | 27                   |     |     |     |     |    |   |   |     |    |     |     | DNF | DNF | 11 | 12 | 1      | 12.  |
| Formel-1-Saison 1975 | Formel-1-Saison 1975 |     |     |     |     |    |   |   |     |    |     |     |     |     |    |    | 0      | –    |
| G. Hill              | 22                   | 10  | 12  | DNQ |     |    |   |   |     |    |     |     |     |     |    |    | 0      | –    |
| R. Stommelen         | 23                   | 13  | 14  |     |     |    |   |   |     |    |     |     |     |     |    |    | 0      | –    |